# Christine Schraner Burgener

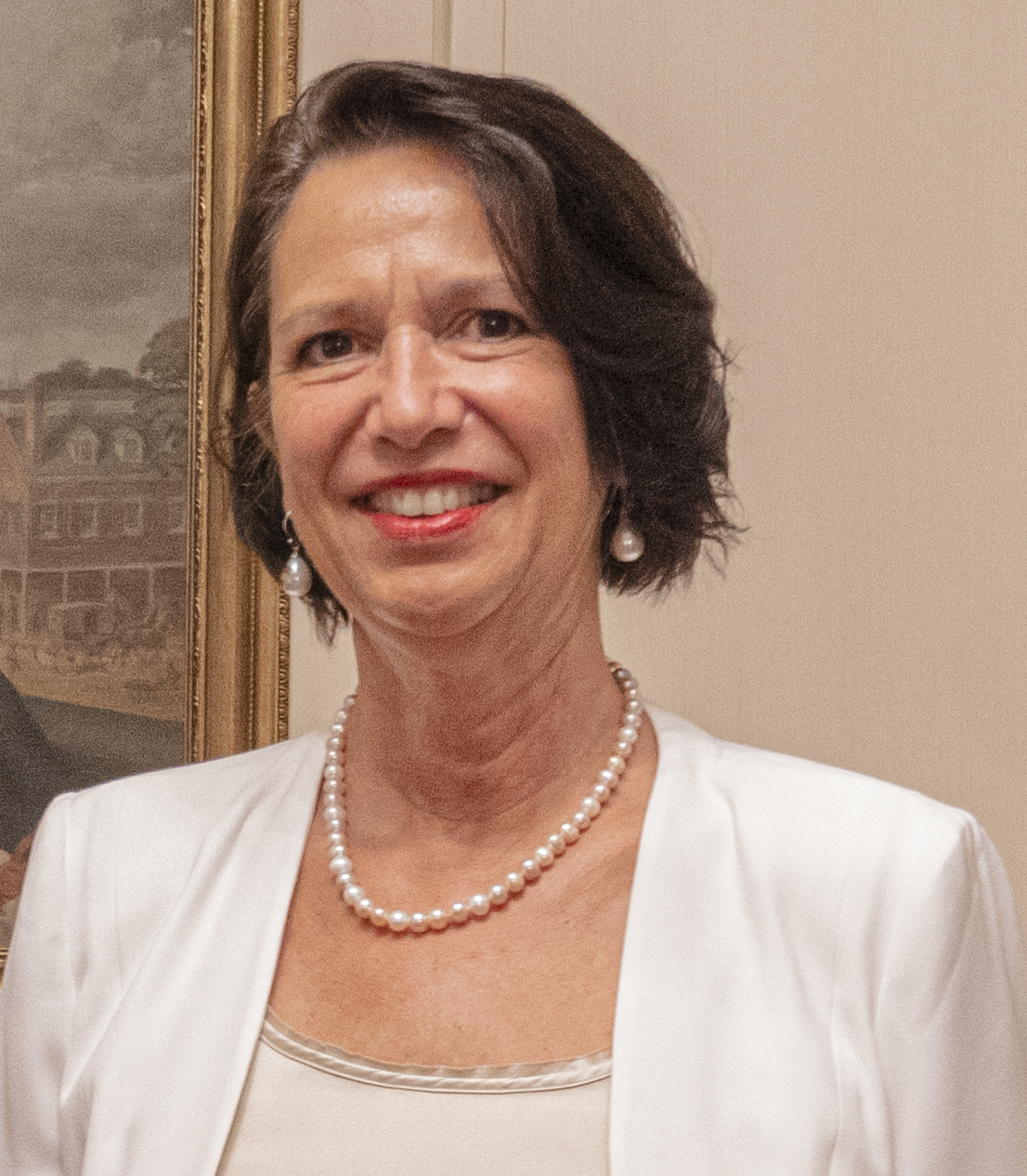
Christine Schraner Burgener (2021)

Christine Schraner Burgener (* 25. September 1963 als Christine Schraner in Meiringen; heimatberechtigt in Dübendorf, Wil AG und Visp) ist eine Schweizer Diplomatin. Von 2022 bis 2024 war sie Vorsteherin des Staatssekretariats für Migration. Sie war von 2009 bis 2015 Schweizer Botschafterin in Thailand, von 2015 bis 2018 Botschafterin in Deutschland und von 2018 bis 2021 UN-Sondergesandte für Myanmar.

## Leben
Als Tochter eines Technikers der Schweizer Fluggesellschaft Swissair wuchs Christine Schraner Burgener in Tokio auf. In Japan besuchte sie bis 1973 als Primarschule eine deutsche Schule. Nach der Rückkehr in die Schweiz führte sie ihre Schullaufbahn in Lindau ZH fort, zuerst in Winterberg ZH und dann in Grafstal. Sie besuchte von 1979 bis 1982 ein Gymnasium in Winterthur. An der Universität Zürich studierte sie, gemeinsam mit der späteren Bundespräsidentin Doris Leuthard, von 1983 bis 1988 Rechtswissenschaft. Sie schloss das Studium mit einem Lizenziat ab.
Von 1988 bis 1991 war sie Gerichtssekretärin am Bezirksgericht Horgen, dabei Vorsitzende der Schlichtungsstellen für Mietwesen und Arbeitsrecht.
Sie ist mit dem Diplomaten Christoph Burgener (* 1962) verheiratet, dem ehemaligen Schweizer Botschafter in Rangun, Myanmar. Das Paar hat eine Tochter und einen Sohn (* 1996 und 1999). Schraner Burgener ist Mitglied der Sozialdemokratischen Partei der Schweiz (SP).

## Diplomatischer Werdegang
In den diplomatischen Dienst im Eidgenössischen Departement für auswärtige Angelegenheiten (EDA) trat sie 1991 ein, zuerst als Stage in der Sektion Völkerrecht, dann im Jahre 1992 als Attaché an der Schweizer Botschaft in Rabat, Marokko.
Zurück in der Schweiz war sie von 1993 bis 1997 stellvertretende Chefin in der Sektion Menschenrechte. In dieser Zeit beschäftigte sie sich mit dem Aufbau des Menschenrechtsdialogs mit der Volksrepublik China, referierte und publizierte über die UN-Konvention zur Beseitigung jeder Form von Diskriminierung der Frau (CEDAW) und besuchte 1995 als Mitglied der Schweizer Delegation die Weltfrauenkonferenz in Peking. Als nächste Station war sie Botschaftsrätin an der Botschaft in Dublin in Arbeitsplatzteilung mit ihrem Mann. Von 2001 bis 2003 war sie, ebenfalls in Arbeitsplatzteilung mit ihrem Mann, im EDA Chefin der Sektion Menschenrechtspolitik, dann Mitarbeiterin des Abteilungsleiters Menschliche Sicherheit.

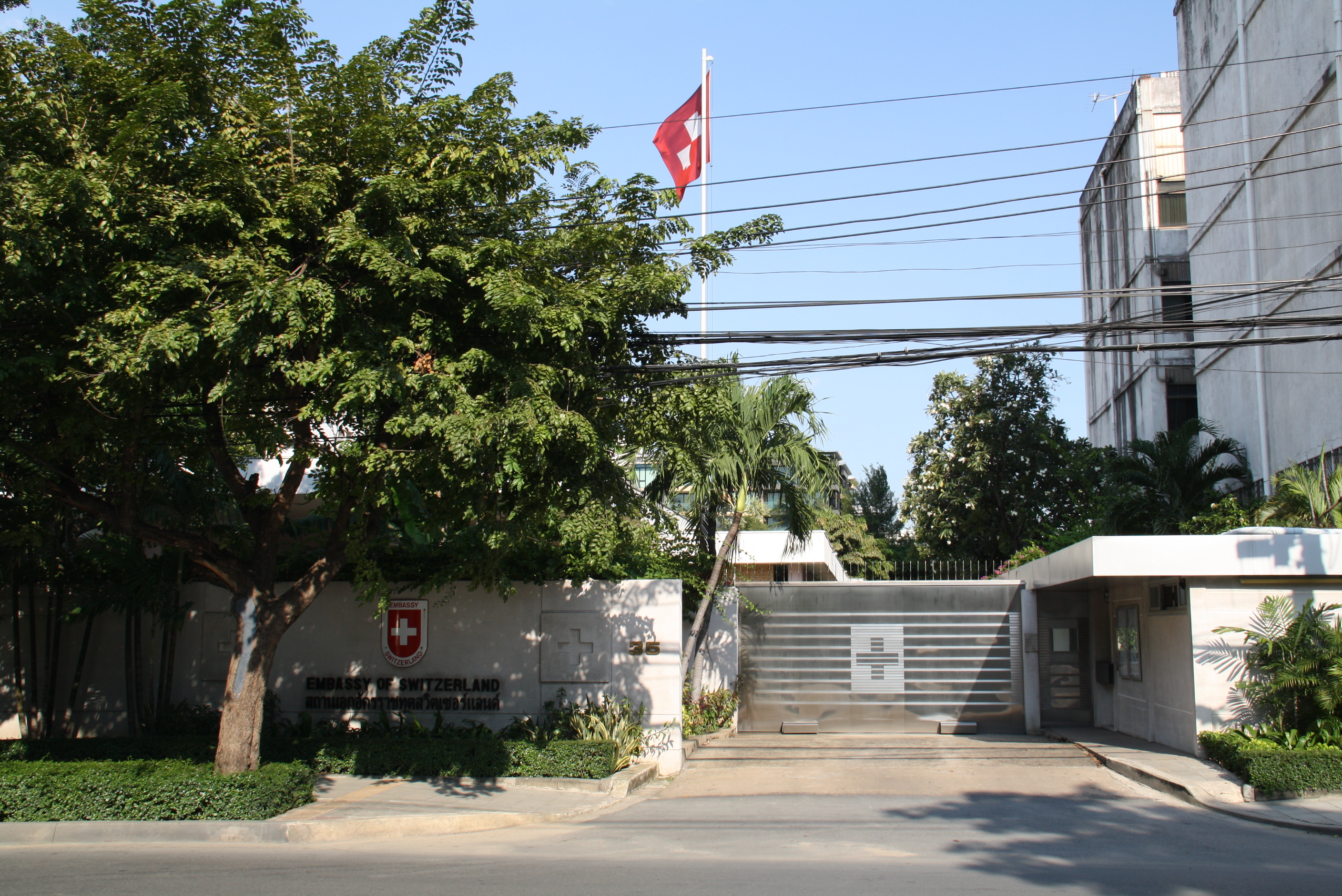
Schweizer Botschaft in Bangkok, 2009

Von 2004 bis 2009 war sie Vizedirektorin in der Völkerrechtsdirektion und Chefin der Abteilung Menschenrechte und Humanitäres Völkerrecht. Ab 2007 hatte sie dort den Rang einer Botschafterin. Sie war in dieser Zeit Generalsekretärin der Internationalen Humanitären Ermittlungskomssion (IHEK), Koordinatorin der Arbeitsgruppe Terrorismusbekämpfung im EDA, Mitglied der Koordinationsstelle gegen Menschenhandel (KSMM) im Eidgenössischen Justiz- und Polizeidepartement (EJPD), Co-Leiterin der Konferenz zur Streubomben-Konvention 2008 in Dublin sowie Präsidentin der EDA-Sektion der Gewerkschaft Personalverband des Bundes (PVB).
Ihren ersten Einsatz als Botschafterin hatte Christine Schraner Burgener von 2009 bis 2015 als Nachfolgerin von Rodolphe Imhoof als Schweizer Botschafterin in Bangkok. In Arbeitsplatzteilung mit ihrem Mann war sie von 2009 bis 2012 für Thailand zuständig und er für Kambodscha, Laos und Myanmar, bis 2012 eine eigene Schweizer Botschaft in Myanmar geöffnet wurde, an der ihr Mann Botschafter war. Das Prinzip der Arbeitsteilung wurde von der damaligen Schweizer Bundesrätin Micheline Calmy-Rey unterstützt. Laut Aussagen des damaligen deutschen Botschafters in Thailand Rolf Peter Gottfried Schulze soll sie als einzige Diplomatin während der Politischen Krise in Thailand 2013/14 Kontakt zu beiden Lagern unterhalten haben. Zum neuen Botschafter in Thailand wurde der vorherige Botschafter in Manila Ivo Sieber ernannt.
Vom 27. August 2015 bis 14. Mai 2018 war sie als Nachfolgerin von Tim Guldimann Botschafterin in Berlin tätig. Ihr Nachfolger in Berlin wurde Paul Seger. Am 26. April 2018 wurde sie zur UN-Sondergesandten für Myanmar ernannt. Der Bundesrat ernannte Schraner Burgener am 25. Februar 2021 zur Vorsteherin des Staatssekretariats für Migration. Sie übernahm das Amt am 1. Januar 2022 und trat dabei die Nachfolge von Mario Gattiker an. Im Mai 2024 wurde bekannt, dass Schraner Burgener auf den 1. Januar 2025 ins Eidgenössische Departement für auswärtige Angelegenheiten wechseln und dort eine neue Funktion übernehmen wird.
Sie bewirbt sich für den frei werdenden Posten der Hochkommissarin für Flüchtlinge bei der UNO (UNHCR) in Nachfolge von Filippo Grandi, der Ende 2025 ausscheiden wird.